# محمود عید
محمود عید (سوئدی: Mahmoud Eid؛ زادهٔ ۲۶ ژوئن ۱۹۹۳) یک بازیکن فوتبال اهل سوئد-فلسطین است.

## تیم ملی
وی همچنین در تیم ملی فوتبال فلسطین سابقه ۷ بازی ملی دارد.